# الحوطة (الأحساء)
الحوطة بالحاء المهملة المضمومة، والحائط، هو: البستان.
قرية صغيرة في منطقة الأحساء تتبع لمدينة العمران، من المنطقة الشرقية في المملكة العربية السعودية حسب ما جاء في (دليل المسميات السكانية الرابع لسنة 1400هـ).
تضم القرية مدارس ابتدائية ومتوسطة وثانوية، وبها خدمات كهرباء وماء،
والطريق المؤدي إليها مزفلت، وأرضها منبسطة. يصل عدد المساكن فيها إلى حوالي 300 بيت،
ومساحة أرض القرية 34 هكتاراً. وهي في ازدياد عمراني مستمر.

## السكان
عدد سكانها نحو 1003 نسمة، حسب إحصاء عام 1380هـ.
وفي مسح حديث أنها تبعد عن القاعدة الهفوف بحوالي 17 كيلا،
وسكانها تقريبا 5000 نسمة، ولهم نشاط اقتصادي منوع.

## الموقع
تبتعد قرية الحوطة عن الهفوف 17 كم إلى الجنوب الغربي، وتبعد عن يبرين 297 كم، وتبعد عن العاصمة الرياض مسافةَ 343 كيلومترًا.

## المرافق
- خزان المياه.
- حديقة الحوطة
- الابتدائية الأولى للبنات بالحوطة.[5]
- مدرسة العمران المتوسطة.

## تاريخ
لم يحدد تاريخ نشوء القرية لكن القرائن تشير أنها ليست قديمة فهي عبارة عن تجمع سكاني من قرى مجاورة ظهر منذ حوالي القرن السابع عشر الميلادي، يحدها من الشمال العمران الجنوبية وقرية أبو الحصى ومن الجنوب السيايرة والسويدر مع فاصل النخيل ومن الغرب قرية الصبايخ ومن الشرق قرية الرميلة، من أحيائها القديمة: الطبطبة ـ الصريةـ الخار ـ المسطاح ـ أم دجاجة. وفي الحوطة مدرسة العمران الأولى ونادي رياضي وفيها مقبرة كبيرة عبارة عن مدافن لموتى القرى المجاورة مع تجهيزهم. وفيها أحد أكبر مساجد المنطقة (الرسول الأعظم) تقام به صلاة الجمعة منذ2002، إضافة إلى ثلاثة مساجد أخرى وسطي (الصادق) وشرقي وجنوبي (الوطية)، وكانت هذه القرية مقر تأسيس نادي الصواب بالعمران ومقر تأسيس جمعية العمران الخيرية، ومقر جمعية الأسرة. 
مجتمع الحوطة يتكون من عدة عوائل بينها مصاهرات والعلاقة بينها هادئة لميل أهلها إلى حب السلامة ويغلب على شبابها العمل الوظيفي، وقد أخذت الحرف اليدوية في الانقراض، ولعل من أواخرها النجارة. وهناك بلدات أخرى باسم الحوطة أشهرها حوطة بني تميم التابعة لمنطقة الرياض وحوطة سدير وبلدات أخرى في مصر واليمن، وتشكل الحوطة حلقة وصل بين قرى عددها حوالي 15 قرية تشكل اليوم إدارياً ورسميا بلدية مدينة العمران شرقي الأحساء كمدينة رابعة تضاف إلى الهفوف والمبرز والعيون.